# Monti Baščelakskij
I monti Baščelakskij (in russo  Бащелакский хребет?, Baščelakskij chrebet) o monti del Baščelak, sono una catena montuosa nella parte nord-ovest dei monti Altaj, nella Siberia meridionale. I monti si trovano in Russia, nei Solonešenskij e Čaryšskij rajon del Territorio dell'Altaj, e nell'Ust'-Kanskij rajon della Repubblica dell'Altaj.

## Geografia
La catena montuosa è lo spartiacque tra i fiumi Čaryš e Anuj e si allunga in direzione nord-ovest/sud-est per circa 120 km tra i monti Korgonskij a sud e gli Anujskij a nord-est. La cima più alta tocca i 2 423 m. Molti piccoli corsi d'acqua scendono daille vette, il maggiore è il fiume Baščelak, affluente del Čaryš.
Le montagne sono composte principalmente da scisti cristallini e granito. Nei bassi massicci prevale la steppa di montagna, le conifere scure e la taiga di larice. Sulle cime ci sono prati di montagna che si trasformano in tundra di montagna.